# Нырьинское сельское поселение
Нырьинское сельское поселение — сельское поселение в Кукморском районе Татарстана.
Административный центр — село Нырья.

## Административное деление
В состав сельского поселения входят 9 населённых пунктов:
- сёла: Нырья.
- деревни: Старая Кня-Юмья, Верхний Кузмесь, Нижний Кузмесь, Балды-Кня, Иштуган, Красный Цветок, Куркино, Сабанчино.